# Tarnowska Wola (Łódź)
Pour les articles homonymes, voir Tarnowska Wola.
Tarnowska Wola est une localité polonaise de la gmina de Lubochnia, située dans le powiat de Tomaszów Mazowiecki en voïvodie de Łódź.